# Byrrhinus semirufus
Byrrhinus semirufus är en skalbaggsart som beskrevs av Maurice Pic 1923. Byrrhinus semirufus ingår i släktet Byrrhinus och familjen lerstrandbaggar. Inga underarter finns listade i Catalogue of Life.